# 阿库坦 (阿拉斯加州)
阿库坦（英語：Akutan），是美国阿拉斯加州的一座城市。该市的人口在2000年为713人，2010年有1027人。人口在阿拉斯加州排行第27。